# Chickerell
Chickerell – miasto w Anglii, w hrabstwie Dorset, w dystrykcie (unitary authority) Dorset. Leży 10 km na południowy zachód od miasta Dorchester i 194 km na południowy zachód od Londynu. W 2001 miasto liczyło 5282 mieszkańców.